# Forme indéterminée
En mathématiques, une forme indéterminée est une opération apparaissant lors d'un calcul d'une limite d'une suite ou d'une fonction sur laquelle on ne peut conclure en toute généralité et qui nécessite une étude au cas par cas.
Par exemple, on ne peut conclure de manière générale sur la limite de la somme de deux suites dont l'une tend vers {\displaystyle +\infty } et l'autre vers {\displaystyle -\infty }. Selon les cas, cette limite peut être nulle, égale à un réel non nul, être égale à {\displaystyle +\infty } ou {\displaystyle -\infty } ou bien même ne pas exister.
Pour lever une indétermination, il existe de nombreuses techniques, par exemple via des procédés algébriques (factorisation, multiplication par la quantité conjuguée, etc.) ou des procédés analytiques (utilisation de la dérivée, de développements limités, de la règle de L'Hôpital, etc.).
Il existe quatre formes indéterminées fondamentales concernant des sommes, des produits et des quotients qui sont: {\displaystyle \infty -\infty }, {\displaystyle 0\times \infty }, {\displaystyle {\infty }\div {\infty }} et {\displaystyle 0\div 0}
Mais de nombreux calculs aboutissent à des formes indéterminées qui peuvent se ramener, moyennant des compositions de fonctions  aux 4 précédentes. Par exemple: {\displaystyle 0^{0}}, {\displaystyle 1^{\infty }} ou encore {\displaystyle \infty ^{0}}.

## Présentation du problème
En mathématiques, on est fréquemment amené à étudier la limite d'une opération (addition, multiplication, etc.) de deux fonctions ou de deux suites. Il est des situations où l'on peut déterminer cette limite uniquement en connaissant les limites respectives des fonctions ou suites concernées.
Mais, dans un certain nombre de cas, cette limite ne peut être déterminée a priori, elle dépend des fonctions ou suites en présence. 

Voici un exemple d'une telle situation.
Considérons les deux limites suivantes : {\displaystyle \lim _{x\to +\infty }x=+\infty } et {\displaystyle \lim _{x\to +\infty }x^{2}=+\infty }. 
- Pour tout nombre réel {\displaystyle x\neq 0}, on a {\displaystyle {\dfrac {x}{x^{2}}}={\dfrac {1}{x}}}. Donc {\displaystyle \lim _{x\to +\infty }{\dfrac {x}{x^{2}}}=\lim _{x\to +\infty }{\dfrac {1}{x}}=0}.
- Pour tout nombre réel {\displaystyle x\neq 0}, on a {\displaystyle {\dfrac {x^{2}}{x}}=x}. Donc {\displaystyle \lim _{x\to +\infty }{\dfrac {x^{2}}{x}}=\lim _{x\to +\infty }x=+\infty }.

Dans cet exemple, les deux limites de départ sont égales à {\displaystyle +\infty } et on constate que la limite du quotient dépend du cas étudié. On ne peut pas établir de règle générale donnant la valeur d'une limite du type {\displaystyle \infty /\infty }. C'est ce que l'on appelle une forme indéterminée.
Voici un second exemple dans le cas des suites.
Soit {\displaystyle (u_{n})} et {\displaystyle (v_{n})} deux suites définies pour tout entier naturel {\displaystyle n} par {\displaystyle u_{n}=n} et {\displaystyle v_{n}=n^{2}}. On a donc {\displaystyle \lim _{n\to +\infty }u_{n}=+\infty } et {\displaystyle \lim _{n\to +\infty }v_{n}=+\infty }.
- Pour tout entier naturel {\displaystyle n}, {\displaystyle u_{n}-v_{n}=n-n^{2}=n(1-n)}.

Or, {\displaystyle \lim _{n\to +\infty }n=+\infty } et {\displaystyle \lim _{n\to +\infty }(1-n)=-\infty }. Donc, par produit de limite {\displaystyle \lim _{n\to +\infty }n(1-n)=\lim _{n\to +\infty }(u_{n}-v_{n})=-\infty }.
- Pour tout entier naturel {\displaystyle n}, {\displaystyle v_{n}-u_{n}=n^{2}-n=n(n-1)}.

Or, {\displaystyle \lim _{n\to +\infty }n=+\infty } et {\displaystyle \lim _{n\to +\infty }(n-1)=+\infty }. Donc, par produit de limite {\displaystyle \lim _{n\to +\infty }n(n-1)=\lim _{n\to +\infty }(v_{n}-u_{n})=+\infty }.
Ici, on a deux suites dont la limite est {\displaystyle +\infty }. On constate que la valeur de la limite de la différence de ces deux suites dépend du cas étudié. On ne peut donc pas établir de règle générale donnant la valeur d'une limite du type {\displaystyle \infty -\infty }. C'est donc une forme indéterminée.
L'objectif de cet article est de présenter les différents types de formes indéterminées et d'illustrer un certain nombre de techniques permettant de les lever.

## Classement des indéterminations
On classe en général les formes indéterminées en sept catégories (ici {\displaystyle c} désigne soit un nombre réel, soit {\displaystyle +\infty } ou {\displaystyle -\infty }).
| Indétermination                 | Limite recherchée                                       | Condition sur {\displaystyle f}                | Condition sur {\displaystyle g}                |
| ------------------------------- | ------------------------------------------------------- | ---------------------------------------------- | ---------------------------------------------- |
| {\displaystyle \infty -\infty } | {\displaystyle \lim _{x\to c}{\big (}f(x)-g(x){\big )}} | {\displaystyle \lim _{x\to c}f(x)=+\infty }    | {\displaystyle \lim _{x\to c}g(x)=+\infty }    |
| {\displaystyle 0/0}             | {\displaystyle \lim _{x\to c}{\frac {f(x)}{g(x)}}}      | {\displaystyle \lim _{x\to c}f(x)=0}           | {\displaystyle \lim _{x\to c}g(x)=0}           |
| {\displaystyle \infty /\infty } | {\displaystyle \lim _{x\to c}{\frac {f(x)}{g(x)}}}      | {\displaystyle \lim _{x\to c}f(x)=\pm \infty } | {\displaystyle \lim _{x\to c}g(x)=\pm \infty } |
| {\displaystyle 0\times \infty } | {\displaystyle \lim _{x\to c}f(x)g(x)}                  | {\displaystyle \lim _{x\to c}f(x)=0}           | {\displaystyle \lim _{x\to c}g(x)=\pm \infty } |
| {\displaystyle 1^{\infty }}     | {\displaystyle \lim _{x\to c}f(x)^{g(x)}}               | {\displaystyle \lim _{x\to c}f(x)=1}           | {\displaystyle \lim _{x\to c}g(x)=\pm \infty } |
| {\displaystyle \infty ^{0}}     | {\displaystyle \lim _{x\to c}f(x)^{g(x)}}               | {\displaystyle \lim _{x\to c}f(x)=\pm \infty } | {\displaystyle \lim _{x\to c}g(x)=0}           |
| {\displaystyle 0^{0}}           | {\displaystyle \lim _{x\to c}f(x)^{g(x)}}               | {\displaystyle \lim _{x\to c}f(x)=0}           | {\displaystyle \lim _{x\to c}g(x)=0}           |

- Les indéterminations de la forme 0 × ±∞ se ramènent à une indétermination de la forme 0/0 ou de la forme ∞/∞ en remarquant qu'une multiplication par 0 équivaut à une division par l'infini, ou qu'une multiplication par l'infini équivaut à une division par 0.
- Les indéterminations des formes 00 et ±∞0 se ramènent au cas précédent en utilisant que ab peut s'écrire eb ln(a) et que la limite de b ln(a) est alors de la forme 0 × ±∞.
- Les indéterminations de la forme 1±∞ (dont le logarithme est la forme ±∞ × 0) : un exemple classique est (1 + 1/n)n dont la limite vaut le nombre e.

## Théorème des croissances comparées
Le théorème des croissances comparées lève les indéterminations de produits et de quotients de fonctions usuelles que sont les fonctions puissances, la fonction exponentielle et la fonction logarithme népérien.

## Indétermination de la forme0/0

### Cas des fonctions rationnelles
Soit f une fonction rationnelle, c.-à-d.
{\displaystyle f(x)={\dfrac {P(x)}{Q(x)}}}
où P et Q sont des polynômes.
Si a est un réel tel que Q(a) = 0, on peut être amené à chercher la limite en a de f. Si P(a) = 0, un calcul simple de limite conduit à une indétermination de la forme 0/0.
Une propriété concernant les polynômes va permettre de lever cette indétermination : pour tout polynôme P tel que P(a) = 0, il existe un polynôme P1 de degré strictement inférieur tel que P(x) = (x – a)P1(x). Autrement dit, si a est racine de P, P est factorisable par x – a. Cette factorisation peut s'obtenir par identification ou en utilisant la méthode de Horner.
Dans le cas de cette limite, les polynômes P et Q ayant tous les deux comme racine a, on peut écrire, pour tout x de l'ensemble de définition Df de f,
{\displaystyle f(x)={\dfrac {(x-a)P_{1}(x)}{(x-a)Q_{1}(x)}}={\dfrac {P_{1}(x)}{Q_{1}(x)}}=f_{1}(x)}.
Rechercher la limite en a de f revient à chercher la limite en a de f1.
La recherche de la limite en a de f1 peut conclure à une absence de limite, à une limite infinie ou à une limite réelle.
Exemples
- {\displaystyle f(x)={\dfrac {x^{2}+3x-4}{2x^{2}-x-1}}{\text{ et }}a=1}.
Comme le numérateur et le dénominateur s'annulent en 1, une factorisation par x – 1 est possible. Pour tout x de Df,

{\displaystyle f(x)={\dfrac {(x-1)(x+4)}{(x-1)(2x+1)}}={\dfrac {x+4}{2x+1}}},{\displaystyle \lim _{x\to 1}f(x)=\lim _{x\to 1}{\dfrac {x+4}{2x+1}}={\dfrac {5}{3}}}.
- {\displaystyle f(x)={\dfrac {2x+4}{x^{2}+4x+4}}{\text{ et }}a=-2}.
Le numérateur et le dénominateur s'annulant en –2, il doit être possible de mettre x + 2 en facteur. Pour tout x de Df,

{\displaystyle f(x)={\dfrac {2(x+2)}{(x+2)^{2}}}={\dfrac {2}{x+2}}}.Cette seconde fonction ne possède pas de limite en –2. Elle possède cependant des limites à droite et à gauche en –2. Par exemple à droite :
{\displaystyle \lim _{x\to (-2)^{+}}{\dfrac {2}{x+2}}=+\infty }.
- {\displaystyle f(x)=\left({\dfrac {1}{4}}-x^{-2}\right)(x-2)^{-1}{\text{ et }}a=2}.
Cette fonction est bien une fonction rationnelle qui, remise sous sa forme canonique, donne, pour tout x différent de 2 et de 0,

{\displaystyle f(x)={\dfrac {x^{2}-4}{4x^{2}}}{\dfrac {1}{x-2}}={\dfrac {x+2}{4x^{2}}}}.
Il est alors simple d'en calculer la limite en 2 :
{\displaystyle \lim _{2}f={\dfrac {1}{4}}}.

### Cas des fonctions comportant des racines carrées
Lorsqu'il existe, dans le quotient, des racines carrées, l'idée est de transférer l'indétermination à une fonction rationnelle pour utiliser la technique précédente. Le transfert se fait, en général en multipliant numérateur et dénominateur par une quantité conjuguée.
Exemples
- {\displaystyle f(x)={\dfrac {{\sqrt {x^{2}+6x}}-4}{x^{2}-2x}}{\text{ et }}a=2}.
On multiplie alors numérateur et dénominateur par {\displaystyle {\sqrt {x^{2}+6x}}+4} :{\displaystyle f(x)={\dfrac {x^{2}+6x-16}{x^{2}-2x}}\times {\dfrac {1}{{\sqrt {x^{2}+6x}}+4}}},{\displaystyle f(x)={\dfrac {(x-2)(x+8)}{x(x-2)}}\times {\dfrac {1}{{\sqrt {x^{2}+6x}}+4}}={\dfrac {x+8}{x}}{\dfrac {1}{{\sqrt {x^{2}+6x}}+4}}}.Le calcul de la limite sous la dernière forme se fait aisément :{\displaystyle \lim _{x\to 2}f(x)={\dfrac {10}{2}}\times {\dfrac {1}{8}}={\dfrac {5}{8}}}.
- {\displaystyle f(x)={\dfrac {\sqrt {x}}{x}}{\text{ et }}a=0}.
On multiplie numérateur et dénominateur par {\displaystyle {\sqrt {x}}} (ou bien on simplifie par {\displaystyle {\sqrt {x}}}, ce qui revient au même).

{\displaystyle f(x)={\dfrac {\sqrt {x}}{x}}\times {\dfrac {\sqrt {x}}{\sqrt {x}}}={\dfrac {x}{x{\sqrt {x}}}}={\dfrac {1}{\sqrt {x}}}}. Cette dernière limite se calcule aisément :{\displaystyle \lim _{x\to 0}f(x)=+\infty }.

### Changement de variable
Le changement de variable permet parfois, par modification de la forme de la fonction considérée, de mettre en évidence une factorisation ou une limite de référence. Il faut cependant faire attention : un changement de variable entraîne aussi une modification de la valeur vers laquelle tend la variable. Le principe du changement de variable s'appuie sur la propriété de la limite d'une fonction composée.
Exemples
- Soit f une fonction définie sur les intervalles réels [0, 4[ et ]4, +∞[ par{\displaystyle f(x)={\dfrac {{\sqrt {x}}-2}{x-4}}}.En première approche, la recherche de la limite de la fonction f quand la variable x tend vers 4 mène vers une indétermination de la forme 0/0. On propose alors le changement de variable suivant :{\displaystyle u={\sqrt {x}}}.Lorsque x tend vers 4, u tend vers 2. De plus,{\displaystyle f(x)={\dfrac {{\sqrt {x}}-2}{x-4}}={\dfrac {u-2}{u^{2}-4}}}.On peut alors rechercher la limite quand u tend vers 2 de la fonction g définie pour tout u de [0, 2[ ou ]2, +∞[ par{\displaystyle g(u)={\dfrac {u-2}{u^{2}-4}}}.À ce stade, pour calculer la limite en 2, on est toujours face à une forme indéterminée du type 0/0. On peut lever cette indétermination en factorisant :{\displaystyle g(u)={\dfrac {u-2}{u^{2}-4}}={\dfrac {u-2}{(u-2)(u+2)}}={\dfrac {1}{u+2}}}.On peut alors conclure :{\displaystyle \lim _{u\to 4}f(x)=\lim _{u\to 2}g(u)={\dfrac {1}{4}}}.
- {\displaystyle f(x)={\dfrac {{\rm {e}}^{\frac {1}{x}}}{x}}{\text{ et }}a=0^{-}}.
Il s'agit encore d'une indétermination 0/0. En posant u = 1/x, on remarque alors quef(x) = ueuet que, lorsque x tend vers 0 par la gauche, u tend vers –∞.{\displaystyle \lim _{u\to -\infty }u{\rm {e}}^{u}=0} (théorème des croissances comparées) donc{\displaystyle \lim _{x\to 0^{-}}f(x)=0}.

### Quelques procédés analytiques
On peut également utiliser les propriétés de dérivabilité des fonctions en présence, ou bien l'existence de développements limités.

#### Dérivée
Un cas fréquent d'apparition d'une indétermination du type 0/0 concerne le calcul de la dérivée en a à partir du taux d'accroissement de la fonction : si la fonction f est dérivable en a alors
{\displaystyle \lim _{x\to a}{\dfrac {f(x)-f(a)}{x-a}}=\lim _{h\to 0}{\dfrac {f(a+h)-f(a)}{h}}=f'(a)}.
L'utilisation d'une dérivée est donc un moyen simple de lever une indétermination de ce type. Elle donne l'occasion de présenter des indéterminations 0/0 de référence
- {\displaystyle \lim _{x\to 0}{\dfrac {\sin(x)}{x}}=1}
ici f(x) = sin(x), a = 0, f ' (x) = cos(x) et f ' (0) = 1
- {\displaystyle \lim _{x\to 0}{\dfrac {\cos(x)-1}{x}}=0}
ici f(x) = cos(x), a = 0, f ' (x) = –sin(x) et f ' (0) = 0
- {\displaystyle \lim _{h\to 0}{\dfrac {\ln(1+h)}{h}}=1}
ici f(x) = ln(x), a = 1, f ' (x) = 1/x et f ' (1) = 1
- {\displaystyle \lim _{x\to 0}{\dfrac {{\rm {e}}^{x}-1}{x}}=1}
ici f(x) = ex, a = 0, f ' (x) = ex et f ' (0) = 1.

Il peut donc être utile dans de nombreuses expressions de faire apparaitre des taux d'accroissement quand l'indétermination est du type 0/0.
Cette méthode, exploitée plus à fond, conduit à la règle de L'Hôpital : si f et g ont pour limite 0 en a et si le quotient des dérivées f'/g' admet une limite en a, cette limite est aussi la limite en a de f/g.

#### Développements limités
Un développement limité, au voisinage de a, du numérateur et du dénominateur permet aussi souvent de résoudre simplement une indétermination de ce type.
Exemple
{\displaystyle f(x)={\dfrac {{\rm {e}}^{x^{2}}-\cos x}{\sin ^{2}x}}{\text{ et }}a=0}.
Le calcul direct des limites mène à une indétermination de la forme 0/0. Il est alors utile de rechercher un développement limité au voisinage de 0 des différentes fonctions de référence en présence. Un développement limité d'ordre 1 ne permettra pas de conclure mais un développement limité d'ordre 2 permet de lever l'indétermination :{\displaystyle {\rm {e}}^{x^{2}}=1+x^{2}+o(x^{2})},{\displaystyle \cos x=1-{\dfrac {x^{2}}{2}}+o(x^{2})},{\displaystyle \sin ^{2}x=x^{2}+o(x^{2})}donc{\displaystyle f(x)={\dfrac {{\tfrac {3}{2}}x^{2}+o(x^{2})}{x^{2}+o(x^{2})}}={\dfrac {{\tfrac {3}{2}}+o(1)}{1+o(1)}}}.Le passage à la limite se fait alors aisément :{\displaystyle \lim _{x\to 0}f(x)={\dfrac {3}{2}}}.

## Indétermination de la forme∞/∞
Par exemple (pour un entier n > 0 quelconque) :
{\displaystyle \lim _{x\to +\infty }{\frac {{\rm {e}}^{x}}{x^{n}}}}.
Pour lever une telle indétermination, il existe de nombreux procédés, algébriques (factorisation) ou analytiques (utilisation de la dérivée — règle de l'Hôpital — du théorème des gendarmes ou du développement limité).
- Il suffit d'appliquer n fois la règle de l'Hôpital.
- Une autre méthode[4] utilise le fait que, la fonction exponentielle étant convexe, sa courbe représentative est au-dessus de sa tangente au point d'abscisse {\displaystyle 0} : {\displaystyle \forall t\in \mathbb {R} \quad \mathrm {e} ^{t}\geq t+1}.
- Une méthode plus savante mais plus expéditive est d'utiliser le développement en série de la fonction exponentielle[5] :

{\displaystyle \forall x\in \mathbb {R} ^{+}\quad {\frac {{\rm {e}}^{x}}{x^{n}}}=\sum _{k\in \mathbb {N} }{\frac {x^{k-n}}{k!}}\geq {\frac {x}{(n+1)!}}}.

### Cas des fractions rationnelles
En +∞ ou –∞, le quotient de deux polynômes a même limite que le quotient de leurs termes de plus haut degré respectifs.

Soit f une fonction rationnelle, c.-à-d.
{\displaystyle f(x)={\dfrac {P(x)}{Q(x)}}}
où P et Q sont des polynômes.
Les deux polynômes s'écrivant :
- {\displaystyle P(x)=a_{0}+a_{1}x^{1}+a_{2}x^{2}+\dots +a_{n}x^{n}\,}
- {\displaystyle Q(x)=b_{0}+b_{1}x^{1}+b_{2}x^{2}+\dots +b_{m}x^{m}\,}

En factorisant par {\displaystyle a_{n}x^{n}} au numérateur et par {\displaystyle b_{m}x^{m}} au dénominateur on obtient :
{\displaystyle \lim _{x\to \infty }\displaystyle f={\frac {a_{n}x^{n}{\frac {(a_{0}+a_{1}x^{1}+...+a_{n}x^{n})}{a_{n}x^{n}}}}{b_{m}x^{m}{\frac {(b_{0}+b_{1}x^{1}+...+b_{m}x^{m})}{b_{m}x^{m}}}}}}
Or par simplification :
{\displaystyle \lim _{x\to \pm \infty }{\frac {a_{0}+a_{1}x^{1}+a_{2}x^{2}+...+a_{n}x^{n}}{a_{n}x^{n}}}=1}
{\displaystyle \lim _{x\to \pm \infty }{\frac {b_{0}+b_{1}x^{1}+b_{2}x^{2}+...+b_{m}x^{m}}{b_{m}x^{m}}}=1}
On obtient donc :
{\displaystyle \lim _{x\to \pm \infty }{\dfrac {P(x)}{Q(x)}}=\lim _{x\to \pm \infty }{\dfrac {a_{n}x^{n}}{b_{m}x^{m}}}}.

## Indétermination de la forme∞ – ∞
Une technique générale consiste à mettre en facteur le terme qui semble le plus fort : {\displaystyle u} est plus fort que {\displaystyle v} si {\displaystyle \lim {\frac {v}{u}}=0}
Par exemple
{\displaystyle \lim _{x\to +\infty }\mathrm {e} ^{x}-x^{n}=\lim _{x\to +\infty }\mathrm {e} ^{x}\left(1-{\frac {x^{n}}{\mathrm {e} ^{x}}}\right)}
- {\displaystyle \lim _{x\to +\infty }{\frac {x^{n}}{\mathrm {e} ^{x}}}=0} (voir plus haut) donc {\displaystyle \lim _{x\to +\infty }1-{\frac {x^{n}}{\mathrm {e} ^{x}}}=1}
- {\displaystyle \lim _{x\to +\infty }\mathrm {e} ^{x}=+\infty }

Par produit, {\displaystyle \lim _{x\to +\infty }\mathrm {e} ^{x}-x^{n}=+\infty }.
Si les deux expressions sont de force équivalente — c'est-à-dire si {\displaystyle \lim {\frac {v}{u}}=1} — une telle factorisation conduit à une indétermination de la forme {\displaystyle \infty \times 0} qui peut se ramener à {\displaystyle {\frac {0}{0}}} et aux techniques de résolutions de ce type d'indétermination.
Par exemple :
{\displaystyle \lim _{x\to +\infty }{\sqrt {x+1}}-{\sqrt {x-1}}=\lim _{x\to +\infty }{\sqrt {x}}\left({\sqrt {1+1/x}}-{\sqrt {1-1/x}}\right)} donne une indétermination {\displaystyle \infty \times 0}.
En posant {\displaystyle h={\frac {1}{\sqrt {x}}}}, on a {\displaystyle \lim _{x\to +\infty }{\sqrt {x+1}}-{\sqrt {x-1}}=\lim _{h\to 0}{\frac {{\sqrt {1+h^{2}}}-{\sqrt {1-h^{2}}}}{h}}}.
Cette indétermination de type {\displaystyle {\frac {0}{0}}} se lève, par exemple, par multiplication par la quantité conjuguée
{\displaystyle {\frac {{\sqrt {1+h^{2}}}-{\sqrt {1-h^{2}}}}{h}}={\frac {2h^{2}}{h\left({\sqrt {1+h^{2}}}+{\sqrt {1-h^{2}}}\right)}}={\frac {2h}{{\sqrt {1+h^{2}}}+{\sqrt {1-h^{2}}}}}} dont la limite en {\displaystyle 0} est nulle Donc {\displaystyle \lim _{x\to +\infty }{\sqrt {x+1}}-{\sqrt {x-1}}=0}
Mais on aurait pu utiliser d'autres méthodes (quantité conjuguée, développement limité, etc.).
La méthode de la factorisation par le plus fort conduit à une règle générale applicable aux polynômes.

### Cas des polynômes
En +∞ ou –∞, une fonction polynomiale a même limite que son terme de plus haut degré.

On considère la fonction polynomiale définie pour tout nombre réel {\displaystyle x} par {\displaystyle f(x)=3x^{3}-5x+2} et oncherche sa limite en {\displaystyle +\infty }. 
- {\displaystyle \lim _{x\to +\infty }3x^{3}=+\infty } ;
- {\displaystyle \lim _{x\to +\infty }-5x+2=-\infty }.

En additionnant ces deux limites, on aboutit à une forme indéterminée du type {\displaystyle \infty -\infty }.
Cependant, le terme de plus haut degré de {\displaystyle f} étant {\displaystyle 3x^{3}}, le résultat précédent permet d'affirmer que {\displaystyle \lim _{x\to +\infty }f(x)=\lim _{x\to +\infty }3x^{3}=+\infty }.